# Зграда у ул. М. Тита 6 у Јагодини
Зграда у ул. М. Тита 6 у Јагодини представља непокретно културно добро као споменик културе, решењем Завода за заштиту споменика културе у Крагујевцу бр. 994/1 од 11. новембра 1976. године.
Зграда је саграђена у стилу модерне у првој половини 20. века на месту куће која је носила назив „Мали Лувр”. Састоји се од приземља где је смештен пословни простор и спрата који служи као стамбени простор. Целом ширином објекта изграђен је балкон који је у средишњем делу знатно истурен као валовита форма. На зиду ограде балкона централно је постављена масивна декоративна конзола, док су лево и десно од ње кружни отвори. На четири места је пробијена уздужним правилним прорезима који су испуњени кованом конструкцијом. 
На балкон се излази кроз двоја широка врата фланкирана сегментастим пиластрима у комбинацији „јастука” и танких плинти. Изнад прозора првог спрата постављен је један окулус од кога су лево и десно два уска хоризонтална прозора. По средини је постављен јарбол који својим врхом излази из равни крова и знатно га надвисује.